# エラリー・クイーン (架空の探偵)
エラリー・クイーン（Ellery Queen）は、同名の推理作家エラリー・クイーンの推理小説に登場する架空の人物。

## 人物
一連の小説の主人公で探偵、推理作家である。性別は男性、1905年ニューヨーク生まれ、双子座。ハーバード大学法学部卒。
幼い頃に母を失っており、現在はニューヨーク市マンハッタン西87番街のアパート最上階に、父とともに居住。
第二次世界大戦中は、脚本作家として戦意高揚映画作成のためにハリウッドで働いていたこともある。本業は推理作家だが、ニューヨーク市警に勤める父リチャード・クイーン警視を助けて、数々の難事件を解決する。
また、ハーバード時代の上流階級の友人たちやニューヨークの庶民階級の隣人たちのかかわる事件も手がける、ハリウッドやライツヴィルといった他の都市でも事件を解決するなど、その活動範囲は質量ともに広い。
初期の国名シリーズを始めとする作品では天才的な無敵探偵として登場するが、中期から後期の作品では人間臭さを持ち事件に苦悩する（意外に有能ではない）中年探偵として描かれるようになった。国名シリーズには、ミステリではあまり見ない、「読者への挑戦」があり有名である。
一見、「名探偵は歳を取らない」典型キャラクターに見えるが、作が進むにつれ心理描写に過去への回顧や追憶（そして今風のもの全般に対する反感）など老人らしい要素が増え、また他人の心理への洞察力も増えていく傾向がある。

## その他

### 容姿
身長は6フィート (180 cm)、黒い髪、銀色の瞳。縁なし眼鏡をかける。鼻眼鏡をかけることもある。洋服はイギリス製のツイード。軽いステッキを携帯している。

### 趣味
趣味は、野球観戦からクラシック音楽の鑑賞、ミステリ初版本の蒐集まで多彩。愛車はデューセンバーグとされるが、『消えた死体』ではキャデラックを乗用しているなど、一概には特定できない。

### 恋人
途中の作品から秘書ニッキィ・ポーターが登場する。しかし、ニッキィは小説よりも映画やラジオドラマといった派生作品での出番の方が多く、またニッキィのイメージは登場する作品ごとに異なるところがあり、クイーンが同じ人物のイメージで書いたかは定かでない。もともとはラジオドラマ版『エラリー・クイーンの冒険』（1939年放送開始）の制作の際、レギュラー陣が男性のみであったために追加されたキャラクターで、のちに小説に逆輸入された。小説版での初出は『靴に棲む老婆』（1943年）。
なお、両者の関係はあまり進展がないままニッキィはフェイドアウトし、また他のゲストヒロインとの進展もなく、結局エラリーは生涯独身で父と同居したままであった。
エラリーの恋人として複数の作品に登場した人物としては、このほかに、『ハートの4』（1938年）と、『エラリー・クイーンの新冒険』（1940年）所収の4つの短編に登場する、ハリウッドの女性ゴシップ記者ポーラ・ハリスがいる。

## 設定の変更
第1作『ローマ帽子の謎』（1929年）の序文では、同書の原稿が執筆された時点で、クイーン父子は引退してイタリアに移住しており、エラリーはすでに結婚して子供もいる、という設定になっていた。第2作『フランス白粉の謎』（1930年）から第4作『ギリシア棺の謎』（1932年）までは、『ローマ帽子の謎』以前の事件という設定だったため矛盾はなかったが、以後の作品では、この設定自体がなかったことにされ、クイーン父子は現役でニューヨークで活躍している設定となった。